# Namibwoestijn
De Namibwoestijn of kortweg Namib is een woestijn langs de kust van Namibië. De circa 150 kilometer brede woestijn strekt zich uit langs de Atlantische kust over een lengte van ca. 2000 kilometer. In het noorden loopt de Namib circa 200 km door tot Moçâmedes (Namibe) in Angola en in het zuiden tot de Olifantsrivier in het Zuid-Afrikaanse Namakwaland.
Een deel van de Namib is opgenomen in het Namib-Naukluft National Park, dat het grootste wildpark van Afrika is. Wat verder van de kust bevinden zich daarin de Sossusvlei, een schilderachtige vallei waar heel soms water in staat, en de naastgelegen Dodevlei. Samen vormen deze een van de grote toeristische trekpleisters van het land. 

## Geografie en klimaat
De Namib is verdeeld in drie noord-zuid lopende stroken. Langs de kust ligt een heel smalle zandzee, die vanaf 2013 als werelderfgoed beschouwd wordt. Deze kuststrook is koud en winderig, 10-16 °C. Er valt vrijwel geen regen, maar de vochtige mist die het hele jaar door aanwezig is, maakt plant- en dierleven mogelijk. Er komen zeevogels voor, veel flamingo's en pelikanen, en zuidelijk ook pinguïns. Verder leven er ook robben, jakhalzen en knaagdieren.
De tweede woestijnstrook bezet de rest van de westelijke helft en bestaat grotendeels uit dorre woestenij. In de duinen komen daar insecten en reptielen voor. De derde en meest oostelijke strook, de Binnenste Namib, bestaat overwegend uit steppen en duinen met een rijke flora van bosjes, grassen en langs de rivierbeddingen ook bomen. Hier leven ook grote zoogdieren en struisvogels.
Het noordelijke deel van de Namib wordt de Kaokoveldwoestijn genoemd. Het zuidelijke deel gaat over in de Kalahari.

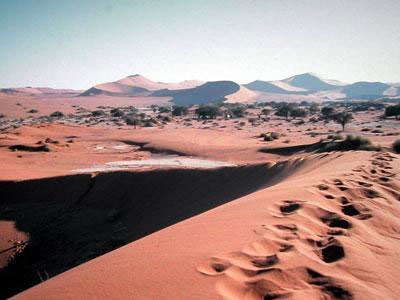
De Namib bij Sossusvlei
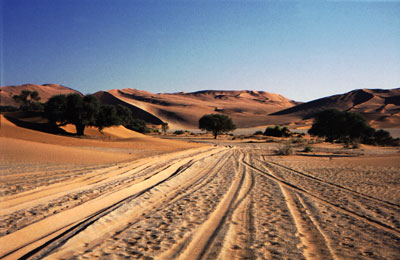
De zandweg naar Sossusvlei
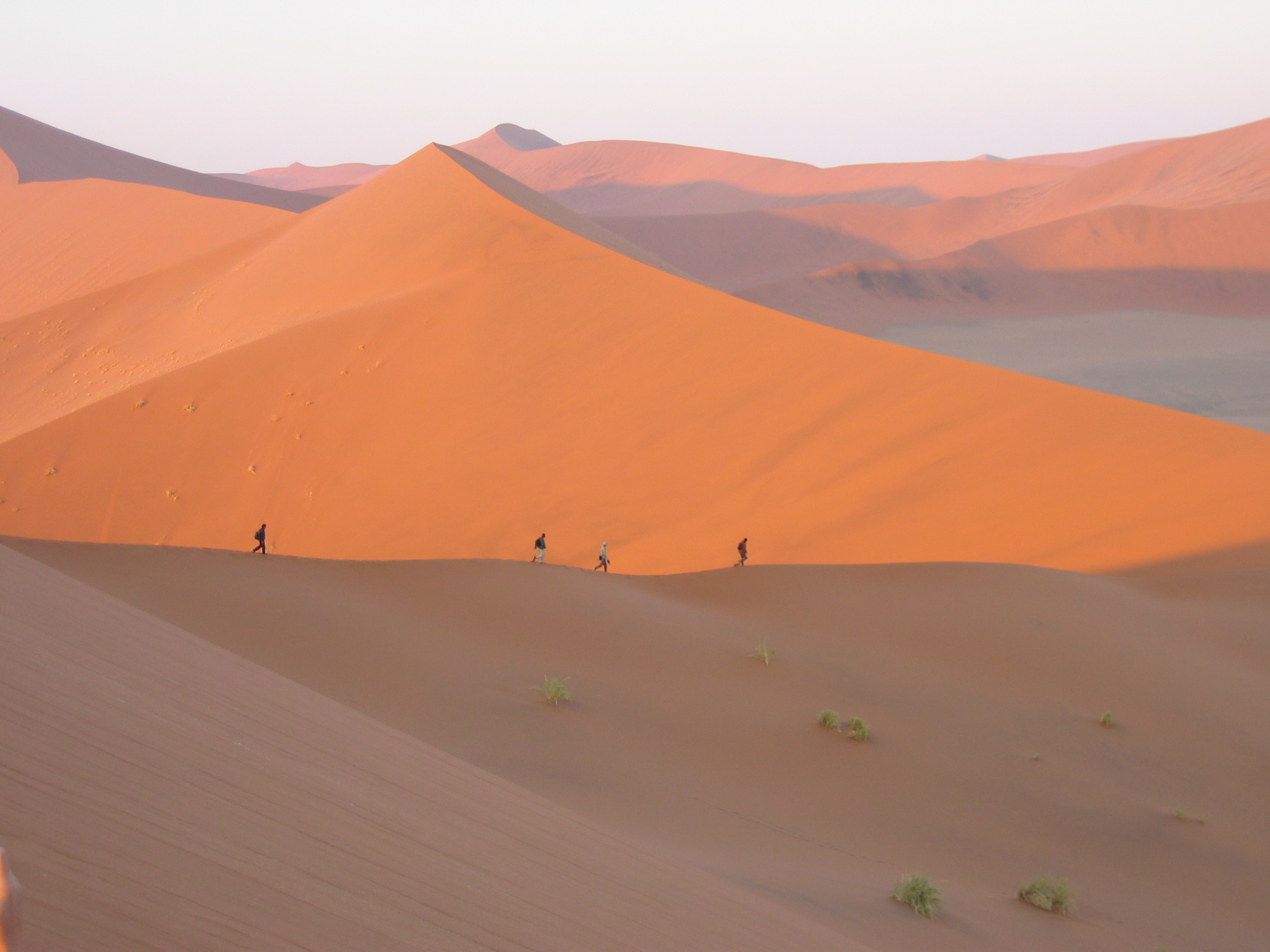
Dune45 - toeristische attractie in Sossusvlei

Sossusvlei

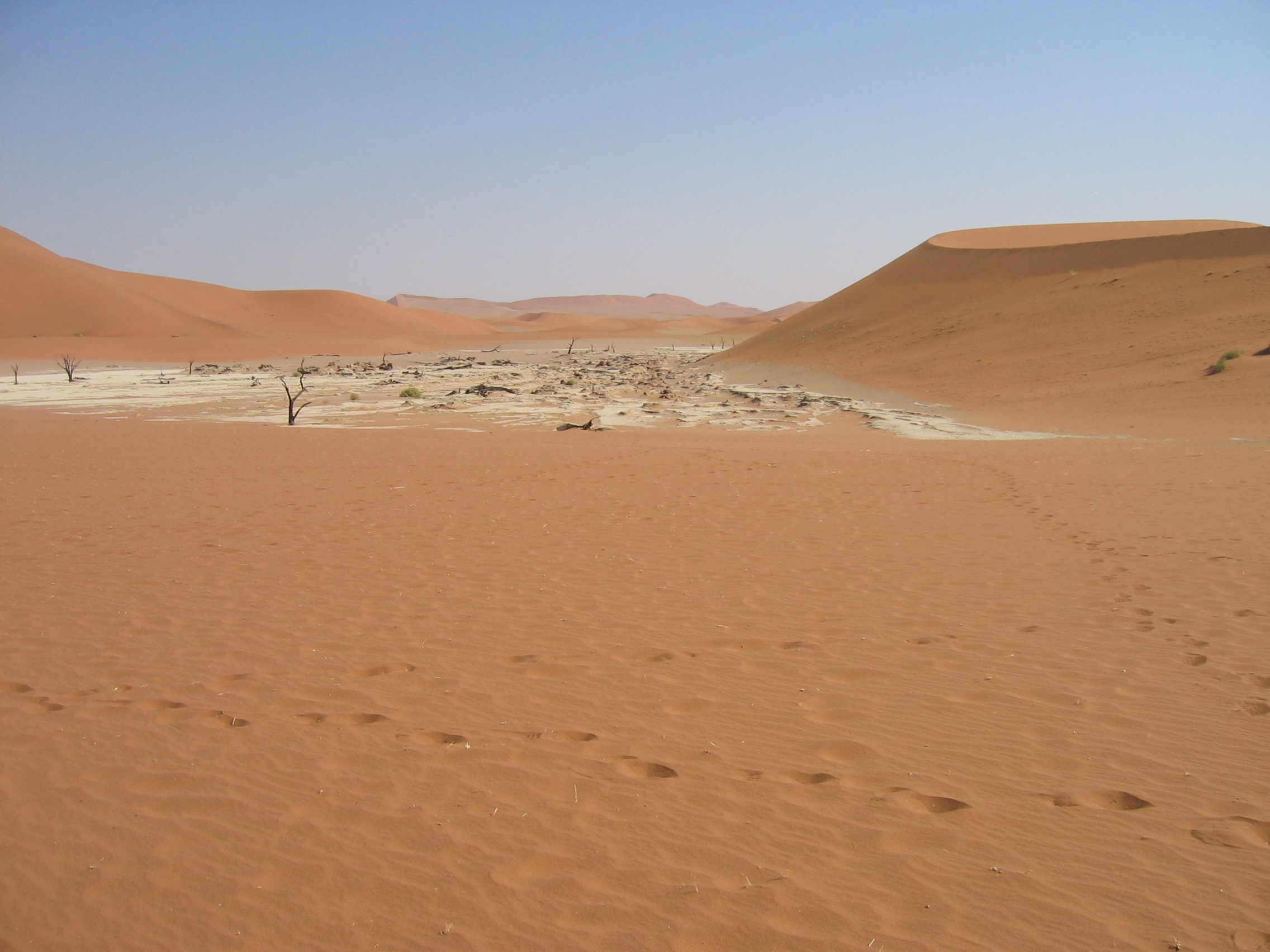
Dodevlei bij Sossusvlei